# Oscar Dessomville
Oscar Charles Dessomville (født 19. august 1876, død 30. august 1938) var en belgisk roer, som deltog i to olympiske lege i begyndelsen af 1900-tallet.
Belgisk roning dominerede i årene omkring århundredskiftet i otteren, og således vandt en båd fra klubben Royal Club Nautique de Gand europamesterskabet tolv ud af fjorten gange mellem 1897 og 1910.
Derfor var det også denne klubs båd, der med Somville ombord deltog for Belgien i otteren ved OL 1900 i Paris. Her blev belgierne nummer to i det indledende heat, og i finalen vandt de sølv med tiden 6.13,8 minutter efter den amerikanske båd, der roede i 6.07,8, mens hollænderne vandt bronze i 6.23,0. Den øvrige besætning i den belgiske båd blev udgjort af Marcel van Crombrugge, Frank Odberg, Prosper Bruggeman, Oscar de Cock, Maurice Hemelsoet, Jules de Bisschop, Maurice Verdonck og styrmand Alfred van Landeghem.
Ved OL 1908 i London var Dessomville en af de to gengangere, da Royal Club Nautique de Gand igen deltog i otterkonkurrencen. Den øvrige besætning bestod her af Marcel Morimont, Oscar Taelman, Polydore Veirman, Georges Mys, François Vergucht, Rémy Orban, Rodolphe Poma og styrmand Alfred Van Landeghem. De vandt først over en britisk båd fra Cambridge i semifinalen, men i finalen mod en anden britisk båd fra Leander Club blev de besejret med omkring to længder og måtte nøjes med andenpladsen (der officielt ikke blev belønnet med medaljer ved disse lege).